# Ana Rucner
Ana Rucner (Zagreb, 12 februari 1983) is een Kroatisch celliste.

## Biografie
Rucner werd in 1983 geboren in het toenmalige Joegoslavië, in een muzikale familie. Haar moeder Snježana bespeelt de cello en is soliste in het Kroatisch Nationaal Theater; haar vader Dragan is violist en solist in het Filharmonisch Orkest van Zagreb. Zijzelf startte aan de muziekschool op zevenjarige leeftijd. In 2005 studeerde ze summa cum laude af en werd muziekprofessor. Ze klom snel naar hoge toppen in Kroatië en daarbuiten, en tourde doorheen Europa, het Midden-Oosten en China.
In het najaar van 2015 werd ze door de Bosnische openbare omroep aangeduid om Bosnië en Herzegovina te vertegenwoordigen op het Eurovisiesongfestival 2016, dat gehouden werd in de Zweedse hoofdstad Stockholm. Daar stond ze samen met Dalal Midhat-Talakić, Deen en Jala op het podium. Bosnië en Herzegovina werd uitgeschakeld in de halve finale, en dat voor het eerst in de geschiedenis.
Rucner is getrouwd met de Kroatische zanger Vlado Kalember. Samen hebben ze één kind.